# Dallas Open 2022
Il Dallas Open 2022 è stato un torneo di tennis giocato sul cemento indoor nella categoria ATP Tour 250 nell'ambito dell'ATP Tour 2022. È stata l'edizione inaugurale del torneo. Si è giocato allo Styslinger/Altec Tennis Complex di Dallas negli Stati Uniti, dal 7 al 13 febbraio 2022.

## Singolare

### Teste di serie
| Nazionale   | Giocatore         | Ranking* | Testa di serie |
| ----------- | ----------------- | -------- | -------------- |
| Stati Uniti | Taylor Fritz      | 20       | 1              |
| Stati Uniti | Reilly Opelka     | 24       | 2              |
| Stati Uniti | John Isner        | 28       | 3              |
| Stati Uniti | Jenson Brooksby   | 57       | 4              |
| Francia     | Adrian Mannarino  | 58       | 5              |
| Stati Uniti | Maxime Cressy     | 59       | 6              |
| Stati Uniti | Marcos Giron      | 70       | 7              |
| Stati Uniti | Brandon Nakashima | 71       | 8              |

* Ranking al 31 gennaio 2022.

### Altri partecipanti
I seguenti giocatori hanno ricevuto una wildcard per il tabellone principale:
- Caleb Chakravarthi
- Mitchell Krueger
- Jack Sock

I seguenti giocatori sono passati dalle qualificazioni:

- Liam Broady
- Vasek Pospisil
- Jurij Rodionov
- Cedrik-Marcel Stebe

### Ritiri
Prima del Torneo
- Grigor Dimitrov → sostituito da  Feliciano López
- James Duckworth → sostituito da  Yoshihito Nishioka
- Kei Nishikori → sostituito da  Oscar Otte
- Tommy Paul → sostituito da  Kevin Anderson

## Doppio

### Teste di serie
| Nazionale   | Giocatore            | Nazionale   | Giocatore            | Ranking* | Testa di serie |
| ----------- | -------------------- | ----------- | -------------------- | -------- | -------------- |
| El Salvador | Marcelo Arévalo      | Paesi Bassi | Jean-Julien Rojer    | 66       | 1              |
| Stati Uniti | Austin Krajicek      | Monaco      | Hugo Nys             | 96       | 2              |
| Kazakistan  | Oleksandr Nedovjesov | Pakistan    | Aisam-ul-Haq Qureshi | 109      | 3              |
| Australia   | Luke Saville         | Australia   | John-Patrick Smith   | 122      | 4              |

* Ranking al 31 gennaio 2022.

### Wildcard
I seguenti giocatori hanno ricevuto una wild card per il tabellone principale:
- John Isner /  Jack Sock
- Adam Neff /  Ivan Thamma

### Ritiri
Prima del Torneo
- Grigor Dimitrov /  John Isner → sostituiti da  Hans Hach Verdugo /  Miguel Ángel Reyes Varela
- Nicholas Monroe /  Tommy Paul → sostituiti da  Denis Kudla /  Brayden Schnur
- Szymon Walków /  Jan Zieliński → sostituiti da  Evan King /  Alex Lawson

## Punti
| Evento    | V   | F   | SF | QF | 2T | 1T   | Q    | Q2   | Q1   |
| Singolare | 250 | 150 | 90 | 45 | 20 | 0    | 12   | 6    | 0    |
| Doppio    | 250 | 150 | 90 | 45 | 0  | N.D. | N.D. | N.D. | N.D. |

## Montepremi
| Evento    | V        | F       | SF      | QF      | 2T      | 1T     | Q2     | Q1     |
| Singolare | 107770 $ | 62865 $ | 36960 $ | 21415 $ | 12435 $ | 7600 $ | 3800 $ | 2070 $ |
| Doppio*   | 37440 $  | 20040 $ | 11740 $ | 6560 $  | 3870 $  | N.D.   | N.D.   | N.D.   |

* per team

## Campioni

### Singolare
Reilly Opelka ha sconfitto in finale  Jenson Brooksby con il punteggio di 7-6(3), 7-6(5).
- È il terzo titolo in carriera per Opelka, il primo della stagione.

### Doppio
Marcelo Arévalo /  Jean-Julien Rojer hanno sconfitto in finale  Lloyd Glasspool /  Harri Heliövaara con il punteggio di 7-6(4), 6-4.